# 勿洛北站
|  |

勿洛北地铁站（英語：Bedok North MRT Station，代号DT29）是新加坡地铁滨海市区线的车站，位于新加坡本岛勿洛规划区。

## 车站历史
2005年7月14日，当局宣布了新加坡地铁环线的“市区延长线”计划，市区延长线长3.4公里，5个车站。并计划2007年开始修建。在随后的报道和“新加坡蓝图2001”中，当局暗示会修建沿武吉知马走廊直到武吉班让的地铁线，以及修建一条在东海岸地区的环线。陆交局之后将这两条地铁线称为武吉知马线和东区线。并计划定于在10到15年内完工。 2007年2月15日财政部第二部长尚达曼宣布当地铁环线在2010年建成后，就将立刻开始修建120亿元通往武吉班让的市区线部分。2010年8月20日，交通部长宣布第三阶段的铁路和地铁站位置，并定于2017年完工，比之前预期的2016年迟一年。勿洛北地铁站是包括在新加坡地铁滨海市区线第三阶段内。原预计2018年建成，并最快于2010年才能落实才具体路线和地铁站位置；然而在2008年1月25日，交通部长林双吉宣布当局决定加快工程进展速度，并定于2016年完工。在2010年8月20日，林双吉宣布地铁路线和地铁站具体位置时，也透露工程因为必须兴建惹兰勿刹站（Jalan Besar Station），将延迟至2017年才能完工。2011年8月19日，第三階段的地鐵站最終名稱已被公布。第三階段於2017年10月21日開始營運。

## 建筑过程
地铁站于2011年正式开始施工。新加坡陆路交通管理局以约269万元新元的工程费用聘请日本著名建筑商Sato Kogyo (S) Pte Ltd来新建第三階段的地铁站以及隧道。这个工程被命名为滨海市区线第三阶段第928号工程。地铁站是以植物主题而设计的，这是要体现地铁站的位置。地铁站位于勿洛镇公园里头。地铁站设计是由ONG&ONG建筑师事务所包办。

## 站内设施
勿洛北地铁站是新加坡地铁滨海市区线上拥有防空洞的地铁站之一。防空洞由新加坡民防部队负责管理，可以容纳约300至1900人。地铁站的月台、入口处、内墙、外墙等都是用了钢筋混凝土建材。地铁站也设有消毒设备，以便应付生物、化学、放射性物质以及核能袭击。其他设备包括通风口、后被电力系统、水工等。地铁站的大门也是一个防爆门。其他设施包括自動售票機、公共厕所以及售票柜台等。

## 車站樓層[6]
| L1 | 地面層             |                                         |
| B1 | 大廳               | 檢票口、自動售票機、車站控制室          |
| B4 | B站台              | 滨海市区线 往博覽方向（勿洛蓄水池站）   |
| B4 | 島式站台，右側開門 |                                         |
| B4 | A站台              | 滨海市区线 往武吉班讓方向（加基武吉站） |

## 出口
| 出口編號 | 建議前往的目的地 | 照片 |
| -------- | ---------------- | ---- |
| A        |                  |      |
| B        |                  |      |
| C        |                  |      |

## 交通連接[6]

### 地鐵
|                 | 一至六 |  | 星期日及 公定假日 |  | 每日    |
| 濱海市區線      |        |  |                   |  |         |
| 往 DT1 武吉班讓 | 5:50am |  | 6:08am            |  | 11:54pm |
| 往 DT35 博覽    | 6:09am |  | 6:29am            |  | 12:28am |